# Ginnastica ai Giochi della XXXIII Olimpiade
Nel programma della ginnastica ai Giochi della XXXIII Olimpiade sono comprese gare di ginnastica artistica, ritmica e trampolino elastico.
Le gare di artistica e di trampolino elastico si sono svolte dal 27 luglio al 5 agosto al Palazzo dello Sport di Parigi-Bercy, mentre le gare di ginnastica ritmica si sono tenute dall'8 al 10 agosto all'Arena Porte de la Chapelle

## Qualificazioni
Il percorso di qualificazione per le Olimpiadi estive del 2024 è stato notevolmente semplificato e modificato rispetto a quello del 2020. Nelle gare di ginnastica artistica a squadre, potranno partecipare un massimo di cinque ginnaste rispetto alle quattro per squadra e ai due individuali che hanno gareggiato a Tokyo 2020. Le tre squadre che finiscono sul podio si qualificano per le Olimpiadi attraverso i Campionati mondiali di ginnastica artistica del 2022 a Liverpool con un'ampia percentuale di posti distribuiti nello stesso incontro ad Anversa, in Belgio, l'anno successivo. La serie della Coppa del Mondo 2024 offrirà anche ai ginnasti l'opportunità di guadagnare più posti in eventi separati agli attrezzi.
Nella ginnastica ritmica, i Campionati del mondo 2022, svoltisi dal 14 al 18 settembre a Sofia, in Bulgaria, hanno visto le medagliate individuali e di gruppo prenotare i loro biglietti a Parigi. La maggior parte dei posti contingentati verranno assegnati nello stesso incontro a Valencia, in Spagna, l'anno successivo con quattordici ginnaste individuali e cinque nazioni di tutti i continenti in lizza per la qualificazione.
La metà degli slot di qualificazione del trampolino saranno assegnati ai ginnasti con il punteggio più alto ai Campionati del mondo 2023 di Birmingham, la maggior parte proverrà dalla serie di Coppa del mondo 2023-2024. In tutte le discipline della ginnastica, i posti rimanenti saranno offerti ai ginnasti in lizza per la qualificazione ai rispettivi incontri continentali.

## Calendario
| Ginnastica ai Giochi della XXXIII Olimpiade | Ginnastica ai Giochi della XXXIII Olimpiade | Ginnastica ai Giochi della XXXIII Olimpiade | Ginnastica ai Giochi della XXXIII Olimpiade | Ginnastica ai Giochi della XXXIII Olimpiade | Ginnastica ai Giochi della XXXIII Olimpiade | Ginnastica ai Giochi della XXXIII Olimpiade | Ginnastica ai Giochi della XXXIII Olimpiade | Ginnastica ai Giochi della XXXIII Olimpiade | Ginnastica ai Giochi della XXXIII Olimpiade | Ginnastica ai Giochi della XXXIII Olimpiade | Ginnastica ai Giochi della XXXIII Olimpiade | Ginnastica ai Giochi della XXXIII Olimpiade | Ginnastica ai Giochi della XXXIII Olimpiade | Ginnastica ai Giochi della XXXIII Olimpiade | Ginnastica ai Giochi della XXXIII Olimpiade | Ginnastica ai Giochi della XXXIII Olimpiade |
| Data                                        | Data                                        | Luglio 2024                                 | Luglio 2024                                 | Luglio 2024                                 | Luglio 2024                                 | Luglio 2024                                 | Agosto 2024                                 | Agosto 2024                                 | Agosto 2024                                 | Agosto 2024                                 | Agosto 2024                                 | Agosto 2024                                 | Agosto 2024                                 | Agosto 2024                                 | Agosto 2024                                 | Totale                                      |
| Data                                        | Data                                        | 27                                          | 28                                          | 29                                          | 30                                          | 31                                          | 1                                           | 2                                           | 2                                           | 3                                           | 4                                           | 5                                           | 8                                           | 9                                           | 10                                          | 13                                          |
| ------------------------------------------- | ------------------------------------------- | ------------------------------------------- | ------------------------------------------- | ------------------------------------------- | ------------------------------------------- | ------------------------------------------- | ------------------------------------------- | ------------------------------------------- | ------------------------------------------- | ------------------------------------------- | ------------------------------------------- | ------------------------------------------- | ------------------------------------------- | ------------------------------------------- | ------------------------------------------- | ------------------------------------------- |
|                                             | Uomini                                      | Q                                           |                                             | squadra                                     |                                             | individuale                                 |                                             |                                             |                                             | corpo libero cavallo                        | anelli volteggio                            | parallele sbarra                            |                                             |                                             |                                             | 8                                           |
| Donne                                       |                                             | Q                                           |                                             | squadra                                     |                                             | individuale                                 |                                             |                                             | volteggio                                   | parallele                                   | trave corpo libero                          |                                             |                                             |                                             | 6                                           |                                             |
|                                             | Donne                                       |                                             |                                             |                                             |                                             |                                             |                                             |                                             |                                             |                                             |                                             |                                             |                                             | Q                                           | individuale                                 | 1                                           |
|                                             | Donne                                       |                                             |                                             |                                             |                                             |                                             |                                             |                                             |                                             |                                             |                                             | Q                                           | squadra                                     |                                             | 1                                           |                                             |
|                                             | Uomini                                      |                                             |                                             |                                             |                                             |                                             |                                             | Q                                           | individuale                                 |                                             |                                             |                                             |                                             |                                             |                                             | 1                                           |
| Donne                                       |                                             |                                             |                                             |                                             |                                             |                                             | Q                                           | individuale                                 |                                             |                                             |                                             |                                             |                                             |                                             | 1                                           |                                             |
| Totale                                      | Totale                                      |                                             |                                             | 1                                           | 1                                           | 1                                           | 1                                           |                                             | 2                                           | 4                                           | 3                                           | 3                                           | 0                                           | 1                                           | 1                                           | 18                                          |

|  | Qualificazioni |  | Finali |

## Podi

### Uomini
| Evento                           | Oro                                                                                | Punti   | Argento                                                       | Punti   | Bronzo                                                                        | Punti   |
| Ginnastica artistica             |                                                                                    |         |                                                               |         |                                                                               |         |
| Concorso a squadre (dettagli)    | Giappone Daiki Hashimoto Kazuma Kaya Shinnosuke Oka Takaaki Sugino Wataru Tanigawa | 259.594 | Cina Liu Yang Su Weide Xiao Ruoteng Zhang Boheng Zou Jingyuan | 259.062 | Stati Uniti Asher Hong Paul Juda Brody Malone Stephen Nedoroscik Fred Richard | 257.793 |
| Concorso individuale (dettagli)  | Shinnosuke Oka                                                                     | 86.832  | Zhang Boheng                                                  | 86.599  | Xiao Ruoteng                                                                  | 86.364  |
| Corpo libero (dettagli)          | Carlos Yulo                                                                        | 15.000  | Artem Dolgopyat                                               | 14.966  | Jake Jarman                                                                   | 14.933  |
| Cavallo con maniglie (dettagli)  | Rhys McClenaghan                                                                   | 15.533  | Nariman Kurbanov                                              | 15.433  | Stephen Nedoroscik                                                            | 15.300  |
| Anelli (dettagli)                | Liu Yang                                                                           | 15.300  | Zou Jingyuan                                                  | 15.233  | Eleftherios Petrounias                                                        | 15.100  |
| Volteggio (dettagli)             | Carlos Yulo                                                                        | 15.116  | Artur Davtjan                                                 | 14.966  | Harry Hepworth                                                                | 14.949  |
| Parallele simmetriche (dettagli) | Zou Jingyuan                                                                       | 16.200  | Illia Kovtun                                                  | 15.500  | Shinnosuke Oka                                                                | 15.300  |
| Sbarra (dettagli)                | Shinnosuke Oka                                                                     | 14.533  | Ángel Barajas                                                 | 14.533  | Zhang Boheng Tang Chia-hung                                                   | 13.966  |
| Trampolino elastico              |                                                                                    |         |                                                               |         |                                                                               |         |
| Individuale (dettagli)           | Ivan Litvinovich                                                                   | 63.090  | Wang Zisai                                                    | 61.890  | Yan Langyu                                                                    | 60.950  |

### Donne
| Evento                            | Oro                                                                       | Punti   | Argento                                                                        | Punti   | Bronzo                                                                                 | Punti   |
| Ginnastica artistica              |                                                                           |         |                                                                                |         |                                                                                        |         |
| Concorso a squadre (dettagli)     | Stati Uniti Simone Biles Jade Carey Jordan Chiles Sunisa Lee Hezly Rivera | 171.296 | Italia Angela Andreoli Alice D'Amato Manila Esposito Elisa Iorio Giorgia Villa | 165.494 | Brasile Rebeca Andrade Jade Barbosa Lorrane Oliveira Flávia Saraiva Júlia Soares       | 164.497 |
| Concorso individuale (dettagli)   | Simone Biles                                                              | 59.566  | Rebeca Andrade                                                                 | 57.700  | Sunisa Lee                                                                             | 56.132  |
| Volteggio (dettagli)              | Simone Biles                                                              | 15.300  | Rebeca Andrade                                                                 | 14.966  | Jade Carey                                                                             | 14.466  |
| Parallele asimmetriche (dettagli) | Kaylia Nemour                                                             | 15.700  | Qiu Qiyuan                                                                     | 15.500  | Sunisa Lee                                                                             | 14.800  |
| Trave (dettagli)                  | Alice D'Amato                                                             | 14.366  | Zhou Yaqin                                                                     | 14.100  | Manila Esposito                                                                        | 14.000  |
| Corpo libero (dettagli)           | Rebeca Andrade                                                            | 14.166  | Simone Biles                                                                   | 14.133  | Ana Bărbosu                                                                            | 13.700  |
| Ginnastica ritmica                |                                                                           |         |                                                                                |         |                                                                                        |         |
| Individuale (dettagli)            | Darja Varfolomeev                                                         | 142.850 | Borjana Kalejn                                                                 | 140.600 | Sofia Raffaeli                                                                         | 136.300 |
| A squadre (dettagli)              | Cina Guo Qiqi Hao Ting Huang Zhangjiayang Wang Lanjing Ding Xinyi         | 69.800  | Israele Ofir Shaham Diana Svertsov Adar Friedmann Romi Paritzki Shani Bakanov  | 68.850  | Italia Alessia Maurelli Martina Centofanti Agnese Duranti Daniela Mogurean Laura Paris | 68.100  |
| Trampolino elastico               |                                                                           |         |                                                                                |         |                                                                                        |         |
| Individuale (dettagli)            | Bryony Page                                                               | 56.480  | Viyaleta Bardzilouskaja                                                        | 56.060  | Sophiane Méthot                                                                        | 55.650  |

## Medagliere
| Pos.   | Paese                       | Oro | Argento | Bronzo | Totale |
| ------ | --------------------------- | --- | ------- | ------ | ------ |
| 1      | Cina                        | 3   | 6       | 3      | 12     |
| 2      | Stati Uniti                 | 3   | 1       | 5      | 9      |
| 3      | Giappone                    | 3   | 0       | 1      | 4      |
| 4      | Filippine                   | 2   | 0       | 0      | 2      |
| 5      | Brasile                     | 1   | 2       | 1      | 4      |
| 6      | Italia                      | 1   | 1       | 3      | 5      |
| -      | Atleti Individuali Neutrali | 1   | 1       | 0      | 2      |
| 7      | Gran Bretagna               | 1   | 0       | 2      | 3      |
| 8      | Algeria                     | 1   | 0       | 0      | 1      |
| 8      | Germania                    | 1   | 0       | 0      | 1      |
| 8      | Irlanda                     | 1   | 0       | 0      | 1      |
| 11     | Israele                     | 0   | 2       | 0      | 2      |
| 13     | Armenia                     | 0   | 1       | 0      | 1      |
| 13     | Bulgaria                    | 0   | 1       | 0      | 1      |
| 13     | Colombia                    | 0   | 1       | 0      | 1      |
| 13     | Kazakistan                  | 0   | 1       | 0      | 1      |
| 13     | Ucraina                     | 0   | 1       | 0      | 1      |
| 17     | Canada                      | 0   | 0       | 1      | 1      |
| 17     | Taipei cinese               | 0   | 0       | 1      | 1      |
| 17     | Grecia                      | 0   | 0       | 1      | 1      |
| 17     | Romania                     | 0   | 0       | 1      | 1      |
| Totale | Totale                      | 18  | 18      | 19     | 55     |